# لوجیا آلدفیا
لوجیا آلدفیا (انگلیسی: Logia Adelphia) یک ساختمان تاریخی در مایاگوئس، پورتوریکو می‌باشد. این ساختمان در سال ۱۹۱۲ ساخته شد، و طراح آن سباستین هنرور معمار برجستهٔ محلی بود. این ساختمان در سال ۱۹۸۶ توسط ثبت ملی اماکن تاریخی به یک بنای ملی تاریخی درآمد.
نمای شمالی آن، که روبروی خیابان است، به طور استادانه ساخته و حفظ شده‌است. اما داخل آن بازسازی شده‌است.
در سال ۱۹۸۴ از آن برای یک لژ ماسونی استفاده می‌شد.